# Polydesmus fissilobus
Polydesmus fissilobus är en mångfotingart som beskrevs av Henri W. Brölemann 1892. Polydesmus fissilobus ingår i släktet Polydesmus och familjen plattdubbelfotingar.

## Underarter
Arten delas in i följande underarter:
- P. f. albanensis
- P. f. asthenestatus